# جون بي. هايلمان
جون بي. هايلمان (بالإنجليزية: John B. Heilman)‏ هو سياسي أمريكي، ولد في 18 يونيو 1920، وتوفي في 4 يونيو 2013. حزبياً، نشط في الحزب الجمهوري. وقد انتخب عضو داكوتا الجنوبية البيت النواب.